# Saint-Michel, Ariège
Saint-Michel är en kommun i departementet Ariège i regionen Occitanien i södra Frankrike. Kommunen ligger  i kantonen Pamiers-Ouest som ligger i arrondissementet Pamiers. År 2022 hade Saint-Michel 91 invånare.

## Befolkningsutveckling
Antalet invånare i kommunen Saint-Michel
Referens: INSEE